# 合水镇 (阳春市)
合水镇，是中华人民共和国广东省阳江市阳春市下辖的一个乡镇级行政单位。

## 行政区划
合水镇下辖以下地区：
合水镇社区、合水渔业社区、河山村、高河村、潭震村、留垌村、军迳村、军塘村、平西村、平南村、新南村、平东村、瓦盎村、高塘村、大垌水村、平中村、竹园村、营讯村、平北村和茶河村。